# Gouvernement Sturgeon III
Écosse autonome
Sturgeon II Yousaf
Le gouvernement Sturgeon III (en anglais : Third Sturgeon government) est le gouvernement dévolu de l'Écosse entre le 19 mai 2021 et le 29 mars 2023, sous la VIe législature du Parlement.
Il est dirigé par l'indépendantiste Nicola Sturgeon, vainqueure à la majorité relative des élections législatives. Il succède au gouvernement Sturgeon II, et cède le pouvoir au gouvernement de Humza Yousaf après que celui-ci a été élu chef du SNP en remplacement de Nicola Sturgeon.

## Historique du mandat
Ce gouvernement est dirigé par la Première ministre indépendantiste sortante Nicola Sturgeon. Il est initialement constitué et soutenu par le Parti national écossais (SNP). Seul, il dispose de 64 députés sur 129, soit 49,61 % des sièges du Parlement.
Il est formé à la suite des élections législatives du 6 mai 2021.
Il succède donc au gouvernement Sturgeon II, constitué et soutenu dans des conditions identiques, mais avec une minorité accrue.

### Formation
Au cours du scrutin parlementaire, le Parti national rate d'un seul siège la majorité absolue et remporte un quatrième mandat à la tête du gouvernement écossais. Avec les huit sièges remportés par le Parti vert écossais (SGP), les partis en faveur de l'indépendance de l'Écosse disposent de plus de la moitié des parlementaires.
Le 18 mai suivant, Nicola Sturgeon est réélue Première ministre par le Parlement, recueillant 64 voix favorables, contre 31 pour le conservateur Douglas Ross et 4 pour le libéral-démocrate Willie Rennie. Les 28 députés du Parti travailliste écossais et du Parti vert s'abstiennent. La cheffe du gouvernement présente sa nouvelle équipe ministérielle le lendemain du vote.
| Candidat   | Candidat        | Parti        | Voix |
| ---------- | --------------- | ------------ | ---- |
|            | Nicola Sturgeon | SNP          | 64   |
|            | Douglas Ross    | Conservateur | 31   |
|            | Willie Rennie   | LibDems      | 4    |
|            |                 |              |      |
| Abstention | Abstention      | Abstention   | 28   |

### Évolution
Un accord de coalition est annoncé le 20 août suivant entre le Parti national et le Parti vert et ratifié le 28 août suivant par les militants du parti écologiste. Les deux formations s'engagent notamment à développer la mobilité piétonne et cyclable, à ne plus investir dans de nouveaux projets routiers, à développer l'énergie éolienne et à réduire la dépendance de l'économie écossaise à l'extraction de pétrole,. Nicola Sturgeon nomme deux jours plus tard Patrick Harvie et Lorna Slater comme ministres délégués.

## Composition
| Portefeuille                                                              | Titulaire | Titulaire               | Parti |
| ------------------------------------------------------------------------- | --------- | ----------------------- | ----- |
| Première ministre                                                         |           | Nicola Sturgeon         | SNP   |
| Vice-Premier ministre Secrétaire à la Relance post-Covid                  |           | John Swinney            | SNP   |
| Secrétaire aux Finances et à l'Économie                                   |           | Kate Forbes             | SNP   |
| Secrétaire à la Santé et aux Services sociaux                             |           | Humza Yousaf            | SNP   |
| Secrétaire à l'Éducation et aux Compétences                               |           | Shirley-Anne Somerville | SNP   |
| Secrétaire à la Neutralité carbone, à l'Énergie et aux Transports         |           | Michael Matheson        | SNP   |
| Secrétaire à la Justice                                                   |           | Keith Brown             | SNP   |
| Secrétaire à la Justice sociale, au Logement et aux Collectivités locales |           | Shona Robison           | SNP   |
| Secrétaire aux Affaires rurales et aux Îles                               |           | Mairi Gougeon           | SNP   |
| Secrétaire à la Constitution, aux Affaires extérieures et à la Culture    |           | Angus Robertson         | SNP   |
| Assistent aussi aux réunions du Cabinet                                   |           |                         |       |
| Lord Advocate                                                             |           | Dorothy Bain            | Ind.  |
| Solliciteur général pour l'Écosse                                         |           | Ruth Charteris          | Ind.  |